# Jeg ka' lieder
Jeg ka' lieder er Dieters Lieders debutalbum, der blev udgivet på Genlyd i 1983. Det er et konceptalbum om den fiktive person "Dieter" fra Berlin.

## Indhold
Albummets sange var centreret omkring Dieter, som skrev tekster om sig selv og sine følelser - eller rettere manglen på dem. For gruppens tekstforfatter Martin Gerup var Dieter et talerør for følelser som  meningsløshed og mening, angst og forelskelse. Emner man roder med, især mens man er teenager. 
"Dieter som figur er selvfølgelig fiktion, men alligevel har vi givet ham en forhistorie. Det gør historien mere troværdig. Dieter er ikke fuldblodsdansker - han kommer fra Tyskland, [...] han kommer ligesom udefra til Danmark for at fortælle lidt om hvad han oplever her."
Torben Bille beskrev i 1982 gruppens musik som “... en samling mundrette, rapt turnerede sange med en musik som ikke er fri for at være funk påvirket, men både har rødder tilbage til visetradition og temperament til fælles med de nye rockbølger - uden at falde fra hinanden i stilforvirring.” Albummet var påvirket af grupper som The Police og U2, mens enkelte sange indeholdt elementer fra funk ("Dieter keder sig") og ska ("Du ka få den i nat"). 
Albummet indeholdt den 12 sider lange tegneserie Dieters Lieder - en tegneserie, tegnet af Jeppe Højholt. Tegneserien tog udgangspunkt i albummets 10 sange. Dieters Lieder begyndte som  prosa med en idé om at kombinere musik og historie. Det skulle være en slags  koncept, der skulle handle om en ung fyr på 16-18 år. Martin Gerup ønskede at vise Dieter frem på en anden måde med et andet medie. 
"Da så pladen kom ind i billedet måtte vi ligesom tænke på en ny måde. En ny måde at kombinere tekst og musik på, og det gik straks op for os, at en tegneserie var bedre en prosa."
Gerup fik kontakt til Jeppe Højholt, og de blev så begejstrede for idéen, at prosaen blev opgivet. Højholt: 
"Jeg mener, at tegneserien og pladen skal bruges lige meget. [...] Det var min idé, at tegningerne skulle udvide musikken på en måde. Og på samme tid være en slags kontrast til musikken."
Konceptet med Dieter blev opgivet efter udgivelsen af Jeg ka' lieder.
Albummet er aldrig blevet udgivet på CD.  

## Trackliste
Musik: Johan Gerup. Tekst: Martin Gerup, undtagen "Åh-ååååh": tekst af Johan Gerup. 
Side 1
1. "Ser på dig" - 3:20
2. "Åh-ååååh" - 3:28
3. "Dieter keder sig" - 4:12
4. "Føler ingenting" - 2:42
5. "Du ka få den i nat" - 1:31

Side 2
1. "Søndag eftermiddag" - 2:35
2. "Bingo, så' der jackpot igen" - 2:23
3. "Jeg har det bedst" - 3:01
4. "Søde sommerdage..." - 3:33
5. "Gropiusstadt" - 4:36

## Medvirkende

### Dieters Lieder
- Peter Rahbek - vokal
- Johan Gerup - guitar, vokal på "Åh-ååååh"
- Ped Ott Tønsberg - bas
- Martin Gerup - trommer

### Øvrige musikere
- Anders Gerup Nielsen - saxofon på "Du ka få den i nat"
- Jørgen Gerup Nielsen - cello på "Søde sommerdage"
- "Dieter" - klaver

### Produktion
- Dieters Lieder - arrangementer
- Jesper Bay - producer
- Kaspar Vorbeck - teknik
- Jeppe Højholt - cover og tegneserie
- Gorm Valentin - foto